# Numaeacampa
Numaeacampa es un género monotípico de plantas  perteneciente a la familia Campanulaceae. Contiene una especie: Numaeacampa kerrii Gagnep.  que es originaria de Laos.

## Taxonomía
Numaeacampa kerrii fue descrita por François Gagnepain y publicado en Bulletin de la Société Botanique de France 95(1): 33–34. 1948.